# リングゴールド郡 (アイオワ州)
リングゴールド郡（英: Ringgold County）は、アメリカ合衆国アイオワ州の南部に位置する郡である。2010年国勢調査での人口は5,131人であり、2000年の5,469人から6.2％減少した。郡庁所在地はマウントエア市（人口1,691人）であり、同郡で人口最大の都市でもある。リングゴールド郡は1847年に設立され、郡名は米墨戦争の1846年5月に起きたパロ・アルトの戦いの英雄サミュエル・リングゴールド少佐に因んで名付けられた。アメリカ合衆国の郡に同じ名前のものが無いことでは、アイオワ州に26ある郡の1つである。

## 地理
アメリカ合衆国国勢調査局に拠れば、郡域全面積は538.92平方マイル (1,395.8 km2)であり、このうち陸地537.67平方マイル (1,392.6 km2)、水域は1.26平方マイル (3.3 km2)で水域率は0.23％である。

### 主要高規格道路
- アメリカ国道169号線
- アイオワ州道2号線
- アイオワ州道25号線

### 隣接する郡
- ユニオン郡 - 北
- ディケーター郡 - 東
- ハリソン郡 (ミズーリ州) - 南東
- ワース郡 (ミズーリ州) - 南西
- テイラー郡 - 西

## 人口動態

### 2010年国勢調査
以下は2010年国勢調査による人口統計データである。
基礎データ
- 人口: 5,131人
- 人口密度: 4人/km2（10人/mi2）
- 住居数: 2,613軒
- 使用住居: 2,047軒[1]

### 2000年国勢調査

2000人口ピラミッド

以下は2000年国勢調査による人口統計データである。
| 基礎データ - 人口: 5,469人 - 世帯数: 2,245 世帯 - 家族数: 1,537 家族 - 人口密度: 4人/km2（10人/mi2） - 住居数: 2,789軒 - 住居密度: 2軒/km2（5軒/mi2） 人種別人口構成 - 白人: 99.07% - アフリカン・アメリカン: 0.11% - ネイティブ・アメリカン: 0.22% - アジア人: 0.16% - その他の人種: 0.02% - 混血: 0.42% - ヒスパニック・ラテン系: 0.24% 年齢別人口構成 - 18歳未満: 24.0% - 18-24歳: 6.9% - 25-44歳: 21.4% - 45-64歳: 23.6% - 65歳以上: 24.0% - 年齢の中央値: 43歳 - 性比（女性100人あたり男性の人口） - 総人口: 94.1 - 18歳以上: 89.4 | 世帯と家族（対世帯数） - 18歳未満の子供がいる: 27.7% - 結婚・同居している夫婦: 59.7% - 未婚・離婚・死別女性が世帯主: 5.5% - 非家族世帯: 31.5% - 単身世帯: 28.6% - 65歳以上の老人1人暮らし: 17.8% - 平均構成人数 - 世帯: 2.37人 - 家族: 2.90人 収入と家計 - 収入の中央値 - 世帯: 29,110米ドル - 家族: 34,472米ドル - 性別 - 男性: 24,583米ドル - 女性: 20,606米ドル - 人口1人あたり収入: 15,023米ドル - 貧困線以下 - 対人口: 14.3% - 対家族数: 9.4% - 18歳未満: 20.4% - 65歳以上: 16.4% |

## 都市と町
| - マウントエア - 郡庁所在地 - ビーコンズフィールド - ベントン - デルフォス - ダイアゴナル | - エルストン - ケラートン - マロイ - レディング - ティングリー |